# Чортків
Чорткі́в — місто в Тернопільській області України. Адміністративний центр Чортківського району та Чортківської громади. До Чорткова приєднано села Долішню Вигнанку, Бердо та Синяково, Старий Чортків (нині мікрорайони міста), хутори Манькова і Рудькова. Відстань до Тернополя — 70 км.

## Географія
Розташоване у південній частині Західного Поділля, на стику між геоприродною зоною Тернопільське плато на півночі та Дністровським каньйоном на півдні. Місто розляглося в глибокій улоговині широкого каньйону річки Серет (ліва притока Дністра), за 76 км від обласного центру; залізнична станція. Через Чортків пролягли автошляхи М19E85 Тернопіль — Чернівці та Т 2001 Бучач — Скала-Подільська до Кам'янця-Подільського Р48; залізниця Тернопіль–Заліщики. Географічні координати: 49° 01´ пн. ш. 25° 47´ сх. д. Територія — 30 км².
У Чорткові є 165 вулиць та 5 провулків.

### Місцевості
- Бердо
- Добровідка
- Долішня Вигнанка
- Золотарка
- Кадуб
- Калічівка
- Манькова
- Рудькова
- Синяково
- Старий Чортків

### Клімат
Чортків знаходяться в межах вологого континентального клімату із теплим літом. Але діяльність людини призводить до поганих змін та глобального потепління. Рівень наповнення річок водою в області становить лише 20 % від необхідного стандарту, значна частина земної поверхні стає посушливою. Для покращення ситуації варто було б відновлювати екосистеми та лісові насадження.

## Топоніміка
Назва походить від антропоніма Ча(о)ртковича. Тобто, це був рід або піддані Чортковича, які поселилися у цій місцині.
На початку радянської окупації місто мало назву Чертков. 9 серпня 1944 року назва була змінена на сучасну.

## Історія

### Давні часи
На території міста виявлено стоянку середнього палеоліту і давньослов'янського поселення. Це доводить те, що люди мешкали в даній місцевості з давніх-давен. Наприклад, у 2023 році в Чортківській громаді місцевий житель знайшов скарб віком 4000 років.

### Середньовіччя, Новий Час
4 вересня 1522 році польський король Сигізмунд I Старий привілеєм дозволив власникові села Юрію Чартковському перетворити село Чартковіце Теребовлянської землі Руського воєводства над річкою Серет — на містечко на тевтонському праві. Час та місце розташування першого дерев'яного замку досі не відоме.
За станом на 1522 році у Чорткові дворів — 150, жителів — 1150.
У 1520-х роках збудовано Старочортківський замок.
У 1524 та 1549 роках місто зазнало руйнівних нападів татарських орд.
На початку XVII століття власники Чорткова — Ґольські. Працювали бондарі, мечники, слюсарі, мулярі, теслі, гончарі, кушніри, шевці, лимарі, воскобійники та інші ремісники. У 1604 році отримав привілей на проведення 2-х ярмарків на рік і тижневих торгів руський воєвода Станіслав Гольський, який фундував у місті римсько-католицьку парафію, домініканський костел і монастир отців домініканців (1604). Він також спорудив на місці дерев'яного замку кам'яний. Не маючи нащадків по прямій лінії, Станіслав Ґольський передав свій маєток братові Янові, який був галицьким каштеляном. Після смерті Яна Гольського його вдова Юзефа з Замєховських продала Чортків Потоцьким. Від 1618 і до 1777 року місто належало магнатському родові Потоцьких.
Пожежа 1637 року майже вщент зруйнувала Чортків, із 200 будинків уціліли лише 26. У 1640 році татарські вершники напали на місто, знищили більшість його будівель та багато мешканців забрали в полон.
Під час Національно-визвольної війни українського народу під проводом Богдана Хмельницького Чортків — один із центрів повстання. Восени 1655 року московсько-козацькі полки захопили Чортків, взяли у полон власника міста брацлавського воєводу Павела Потоцького (оборона тривала 4 дні).
Під час польсько-турецьких війн 1672–1699 років місто без великого супротиву перейшло до рук турецьких завойовників, тобто опинилося під владою Туреччини, а місцевий замок став резиденцією турецького субпаші Чортківської нахії Кам'янецького (Подільського) еялету. У 1683 році відбувся штурм чортківського замку-фортеці польськими військами під командуванням Стефана Потоцького, у результаті чого паша разом з турецькою залогою були вибиті з замку. За умовами Карловицького міжнародного конгресу 16 січня 1699 року було підписано договір Османської імперії з Річчю Посполитою, за яким останній офіційно повернули Поділля, включаючи частину території сучасної Тернопільщини, у тому числі й Чортків. Таким чином Потоцьким повернули їх чортківські маєтки разом з замком, останній, у свою чергу, як панська садиба перебував у їхній власності до кінця XVIII століття.
1722 року Стефан Потоцький видав грамоту, в якій визначено компетенцію міських урядників, права чортківських жидів (євреїв). У цей час місто було оточене валами, двома мурованими брамами (Бучацькою, Кам'янецькою), дерев'яною Замковою брамою, мало принаймні 1 башту (Ягільницьку); мало 132 християнські доми, 110 єврейських. Останнім Потоцьким, який володів містом, був син попереднього власника, генерал-лейтенант Йоахім Потоцький. Його донька Францішка вийшла заміж за маршалка двору Сілезія[джерело?] Потоцького — Станіслава Костку Садовського.
Від 1772 року Чортків належав до австрійських володінь Габсбургів у Священній Римській імперії (Заліщицька, згодом Чортківська округи); 1809—1815 — до Росії як одне з міст Чортківського округу Тернопільського краю.
У 1777 році Вікентій Потоцький продав чи подарував Чортків своєму шваґрові — речинському старості Станіславові Садовському. У 1838 році жителі Чорткова підняли одне з найбільших у Східній Галичині першої половини XIX століття повстання проти запровадження додаткових повинностей, яке підтримали 40 сільських громад округи. Також у першій половині цього ж століття в місті побудовано класичний палац, у якому кілька десятків років мешкала сестра Героніма Садовського — Марія Борковська. В другій половині XIX століття він був розширений і перебудований. Після смерті М. Борковської місцевий рабин влаштував тут свою резиденцію, впорядкував парк (4 морги). Під час першої світової війни парк знищили, палац дуже пошкодили, а у 1926 році тут побудували стадіон. У 1863 році в замку розміщено в'язницю, де перебували заарештовані польські повстанці. В середині XIX столітті Геронім Садовський передав свої володіння і замок польському жіночому монастиреві сестер-кармеліток, які продовжували здавати його під склади товарів місцевим купцям. Згідно з розпорядженням Кабінету Міністрів України від 11 лютого 2010 року замок належить до Національного історично-архітектурного заповідника Замки Тернопілля. У 1854 році помер, не залишивши нащадків, останній власник Чорткова Геронім Садовський.
Від 1867 — центр повіту; створено адміністративні, судові, фінансові установи, окружну шкільну раду, пошту і телеграф.
19 грудня 1877 року створено повітове товариство Просвіта; 1892 року — відкрито читальню; 1886 року почала діяти міська чотирикласна школа; 1889 — українська гімназія. У 1884 році через Чортків пролягла залізниця Ярмолинці–Станислав (нині Івано-Франківськ), що вела через Гусятин, Бучач і Чортків.
У 1880 році в Чорткові працювали цегляний завод, олійня, млин, фабрики сільськогосподарських знарядь, рому та лікерів. 1897 року через Чортків пролягла залізниця Тернопіль—Станислав (нині Івано-Франківськ).
У кінці XIX на початку XX століття в місті працювали три млини, фабрики рому та лікерів, оцту й содової води, морозива і мармеладу, ґуральня, броварня (пивоварня), цегельня, олійня, майстерні з ремонту сільськогосподарських машин, фабрики меблів, капелюхів, гумових виробів, мила; функціонували дві невеликі електростанції.

Чортків на давніх мапах
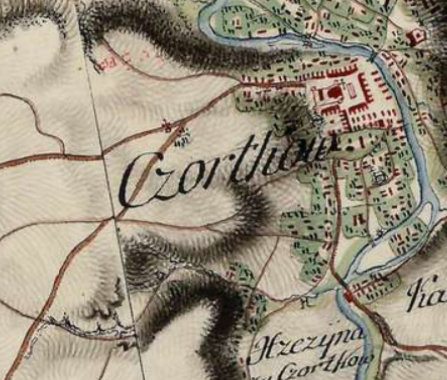
Чортків на топографічній мапі Фрідріха фон Міґа, кінець XVIII ст.
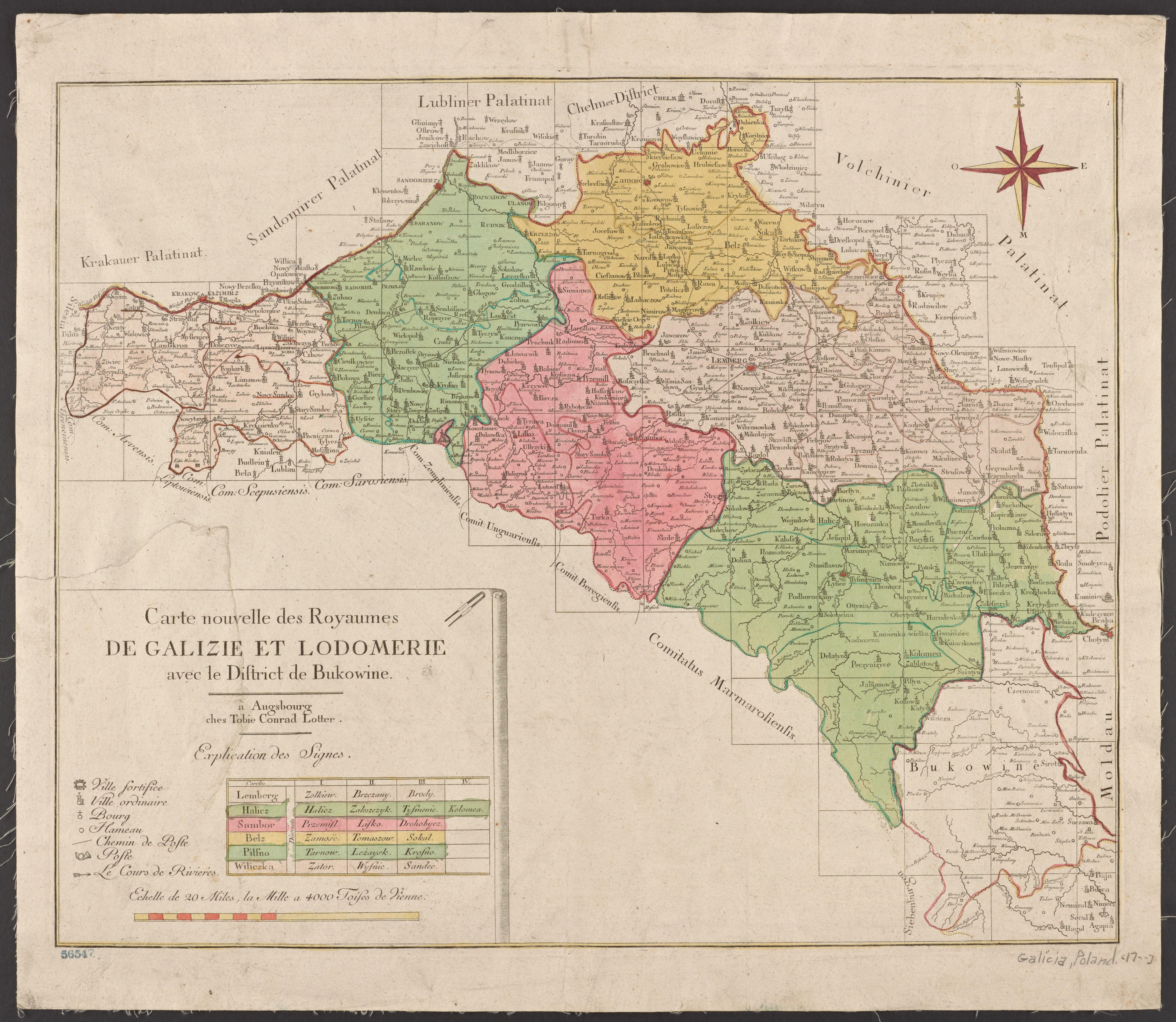
Чортків на мапі Королівства Галичини та Володимирії у 1777—1782 роках
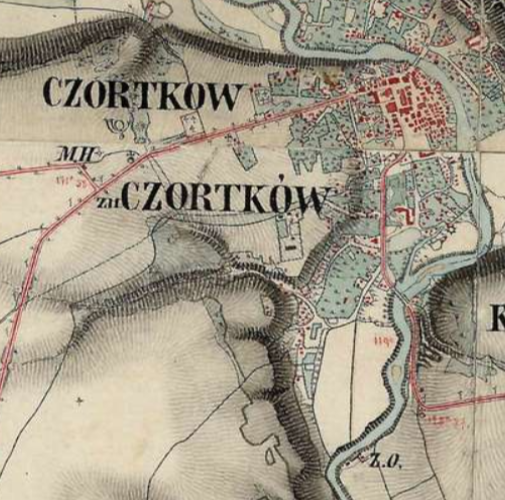
Чортків на австрійській топографічній мапі 1861—1864 рр
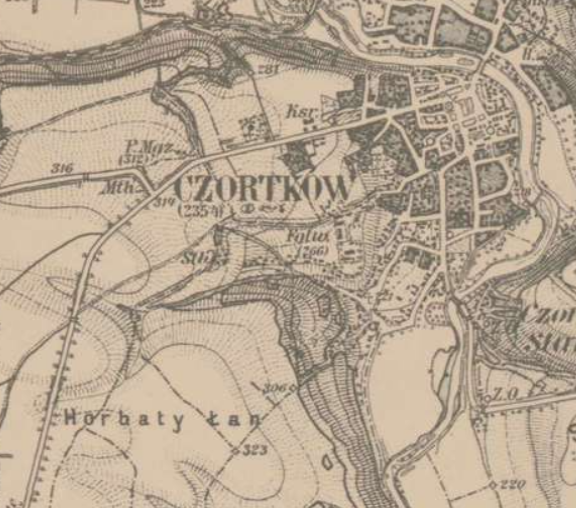
Чортків на австрійській топографічній мапі 1869—1887 рр.

### XX століття
На початку XX століття 877 жителів Чорткова еміґрували до США, Аргентини, Бразилії і Канади.
У 1907 році польське «Товариство школи середньої» відкрило гімназію. У 1910 році в місті відкрито українську гімназію, один з її співзасновників був Юрчинський Остап.
Напередодні Першої світової війни з ініціативи бурґомістра Людвіга Носса побудовано Народний дім, який слугував центром розвитку культури і спорту в місті.
Від 1914 року до початку Першої світової війни у місті базувався перший дивізіон 2-го полку драгунів Австро-Угорської армії, 95-й полк піхоти (70 % особового складу — українці). До Легіону УСС зголосилися жителі міста Петро-Богдан Гарасимів — згодом член УВО, Ольга Підвисоцька — згодом, повіривши в більшовицькі гасла українізації, разом із чоловіком Миколою Балицьким, колишнім усусамм, перебралися в радянську Україну, де в 1937 році вона загинула від рук енкавеесівців.
Від серпня 1914 до липня 1917 року у Чорткові перебували російські війська, а з липня 1917 — об'єднані австро-німецькі війська.
3 березня 1918 року в місті відбулося «свято державності і миру» (віче) на підтримку дій уряду Української Народної Республіки, на якому були присутні близько 30 000 осіб.
Після розпаду австро-угорської імперії з військових і цивільних осіб у місті сформувався Окружний військовий комітет, який припинив діяльність після створення Окружної військової команди ЗОУНР, яка у свою чергу проіснувала до червня 1919.
У листопаді 1918 року місто увійшло до складу української держави — ЗУНР. 5 листопада в повіті Чортків встановлено українську владу (також у повітах Підгайці, Самбір). Повітовий комісар: д-р Остап (Євстахій) Юрчинський, адвокат, діяч УНДП. Міський комісар: Никифор Даниш, директор гімназії, діяч УНДП. Делегат до УНРади: д-р Остап Юрчинський. 13 листопада 1918 року, за наказом Державного секретаря військових справ ЗУНР Д. Вітовського, було створено 12 окружних військових команд УГА, у тому числі одну в Чорткові, що діяла на території Борщівського, Бучацького, Гусятинський повіт (ЗУНР), Заліщицького та Чортківського повітів до середини липня 1919 року, тобто до переходу УГА за Збруч. Чортківську окружну військову команду створено на базі 95-го австрійського піхотного полку та очолив її отаман В. Оробко. До її складу входили: коші запасних полків піхоти, артилерії та кінноти, вишкіл, команда жандармерії, булавна сотня, окружний військовий суд та військова команда Чорткова.
Під час польсько-української війни УГА здобула низку перемог і спромоглася на героїчний наступ, відомий в історії як Чортківська офензива. Затиснуті переважаючими силами ворога у трикутнику річок Збруча та Дністра і залізниці Гусятин–Чортків–Товсте–Заліщики, вояки УГА відчайдушним ударом 7 червня 1919 року проломили польський фронт і здобули Ягільницю. Наступного дня об'єднані сили 7-ї, 3-ї і 1-ї бригад УГА звільнили Чортків. 25-тисячна українська армія за три тижні зуміла визволити майже третину територію ЗУНР і відкинути 40-тисячну польську армію до Львова. Однак закріпити успіх їй не вдалося через нестачу зброї й амуніції. У липні 1919 році в Чорткові розташовувалася канцелярія диктатора ЗУНР Євгена Петрушевича, сюди приїжджали на переговори Симон Петлюра й інші політичні та військові діячі.
У місті діяв Запасний саперний курінь Української Галицької Армії (пізніше реорганізований на Технічний курінь, командант — Корнило Кізюк), який формував і вишколював 9 саперних сотень УГА, з яких 4 були приділені до корпусів, 5 до бригад.
Важливу роль у встановленні української влади у місті відіграв доктор М. Соневицький. Місто було центром військового округу ЗУНР. Червень 1919 року — Чортківська офензива УГА, у рамках якої здійснено військову операцію зі взяття Чорткова. У липні 1919 року в Чорткові розташовувалася канцелярія Президента (з 9 липня — диктатора) ЗУНР Євгена Петрушевича, сюди приїжджав на переговори Головний Отаман УНР Симон Петлюра.
Наприкінці вересня 1920 року Червона армія була змушена залишити Східну Галичину, Чортків захопили поляки. Місто стало повітовим центром новоствореного Тернопільського воєводства. Того ж року Чортківська польськомовна гімназія імені Юліуша Словацького, відкрита 1907 року, стала державною.
Упродовж 1920–1930-х роках у місті діяли повітові товариства «Просвіта», «Союз українок», «Бесіда», «Рідна школа», «Скала», «Сокіл», «Луг», «Боян», «Відродження», «Сільський господар», «Молода громада», «Українська бесіда», філії «Маслосоюзу», кооперативи.
У лютому 1921 року у Чортківській тюрмі «за непослух владі» ув'язнили українського письменника, директора гімназії в Заліщиках Осипа Маковея. 11 листопада 1922 року у Чорткові відбувся перший політичний процес над колишніми старшинами УГА Степаном Мельничуком та Петром Шереметою, котрі перейшли Збруч з-під радянської України для організації руху опору окупантам. Хоч їх вислали на завдання більшовики, однак патріоти не мали нічого спільного з радянською ідеологією. Польська влада засудила С. Мельничука та П. Шеремету до розстрілу.
У міжвоєнній Польщі (1919—1939 роки) Чортків був місцем базування військових підрозділів Війська Польського. До 1929 року тут розміщувалися 2 ескадрони та командування 9-го полку Малопольських уланів; потім їх перевели до Теребовлі, натомість у місті з'явилася бригада Корпусу охорони кордонів.
У середині 1930-х років О. Дражньовський та І. Кароль заснували кооперативний позичковий банк «Єдність».
У червні 1936 року повітовий осередок «Союзу українок» організував свято «Українські селянки», в якому взяли участь тисячі жінок і молоді краю. Це була перша публічна маніфестація жіноцтва Чортківщини.
У 1938 році коштом українців Чорткова й округи збудували нове приміщення гімназії товариства «Рідна Школа».
За новим адміністративно-територіальним поділом Тернопільської області (воєводства) на райони (замість ґмін), 1939 року було прийнято рішення про створення Чортківського району.
Від 1939 року у новому будинкові гімназії діяла підпільна клітина ОУН (очільник Олександр Дражньовський). Члени організації розповсюджували часописи «Смолоскип», «Сурма», «Розбудова нації»; функціонував 21-й пластовий курінь імені І. Богуна. Опікуном молоді був учитель Михайло Марковський.
Після встановлення у вересні 1939 року радянської влади органи НКВС замордували та розстріляли в Чортківській тюрмі жителів міста: Стефанію Бабій, Михайла Біля, Івана Білинського, Ярослава Гупала, Ореста Головінського, Петра і Софію Дзюників, Володимира Ільницького, Михайла Кужіля, Євгенію Літинську, Романа Маньовського, Леонтина Пелеківку, Надію та Остапа Юрчинських; 20–21 липня 1941 року розстріляли в м. Умань на Черкащині Василя Барана, Михайла Марковського, Івана Міруса, Петра Олійника, Стефана Сося, Володимира Старика, Григорія Южду.
Усього 28 червня–2 липня 1941 року в Чортківській тюрмі більшовицькі спецслужби знищили понад 800 осіб (на цвинтарі є могила невідомих), 123 особи розстріляли дорогою в м. Умань (Черкаська область), 767 — в Умані. 2 липня 1941 року енкаведисти вбили 8 монахів.
Від 7 липня 1941 до 23 березня 1944 року Чортків — під німецькою окупацією (крайсгауптманшафт Чортків). У міському кварталі поблизу ринку, де проживало найбільше євреїв,  у березня 1942 року нацисти створили концентраційний табір (див. Чортківське гето). До вересня 1943 року більшість з них були або розстріляні поблизу міста у Чорному лісі, або відправлені до винищувального табору в Белжеці. 1143 юнаків та дівчат відправили на каторжні роботи в Німеччину; організували так звані державні господарства (ліґеншафти).
Під час німецько-радянської війни загинули або пропали безвісти у Червоній армії 129 осіб: Ерм Ампель (нар. 1918), Антон Барановський (нар. 1920), Іван Берлад, Хаїм Бранде (нар. 1916), Владислав Величко (нар. 1921), Адам (нар. 1922) і Станіслав (нар. 1900) Вовківи, Володимир Галабурда (нар. 1916), Михайло Глушейко (нар. 1924), Вільгельм Горбачевський (нар. 1913), Еміль Горський (нар. 1909) та інші.
У серпні 1942 року було вчинено теракт на начальника німецької кримінальної поліції, після чого біля військкомату ґестапо розстріляло 20 заручників із тюрми; в 1943 році здійснено замах на заступника начальника тюрми
27 листопада 1942 році на полі між Чортковом та селом Ягільниця гітлерівці розстріляли 52 в'язнів Чортківської тюрми (насипано символічну могилу)
У 1943 році на терені Чортківського тактичного відтинку УПА почалося формування першої сотні УПА «Сірі Вовки» (командир Петро Хамчук), яка діяла на Чортківщині, Бучаччині, Підгаєччині. В УПА воювали Степан Аксенчук, Роман Батенчук, Степан Дражньовський, Володимир Подолянський, Мирослав Цинцар та інші місцеві жителі.
Через майже повну руйнацію Тернополя унаслідок запеклих боїв у Чорткові упродовж 1944—1946 років перебували деякі обласні установи та організації.
21 лютого 1944 року підпільники вбили у місті шефа кримінальної поліції Ізельта. Атентат виконали окружний провідник СБ Антін Михальчук («Крилатий») та Орест Чорпіта («Меткий»), заступник окружного провідника Юнацтва ОУН.
З 1947 року мешканці міста зазнали каральної акції операції «Захід».
У січні 1973 року в Чорткові сталася безпрецедентна подія, яка примусила здригнутися не лише репресивних органів Тернопілля, а й Києва і навіть Москви. У ніч на 22 січня над Чортковом замайоріли синьо-жовті прапори та було розклеєно листівки патріотичного змісту. Якщо до цього часу траплялися випадки, коли прапори піднімалися поодиноко, то цього разу їх здійнялося аж чотири, до яких додалися розклеєні великоформатні листівки. Ця акція була приурочена до 1-ї річниці (2 січня 1972 року) від початку проведення масових арештів радянськими силовими структурами українських патріотів (було заарештовано понад 200 осіб) на теренах цілої України.
12 листопада 1989 року з ініціативи голови товариства «Меморіал» біля могил вояків УГА та братської могили жертв комуністичних репресій на міському цвинтарі відбулася поминальна панахида за участю владики Павла Василика. Після панахиди відбувся багатотисячний мітинг, під час якого було зібрано кошти на впорядкування могили жертв комуністичних репресій та будівництво пам'ятника воякам УГА. По радіо «Свобода», того дня сповістили, що на мітингу було близько 10 000 осіб.
16 грудня 1990 року у місті створено осередок Союзу українок, головою якого обрано О. Гац, а офіційно організація була зареєстрована, як чортківська районна організація «Союзу українок», лише 17 липня 1995 року.

### Період Незалежності
26 серпня 1991 року на засіданні міськвиконкому було вирішено питання демонтажу пам'ятника В. І. Леніну на центральному майдані Чорткова, який демонтували того ж дня. Цим ж самим документом було вирішено перейменувати вул. Жовтневу на вул. Незалежності, вул. Леніна — на вул. Шевченка, Комсомольський парк — на Молодіжний.
Від 19 вересня 2013 року до 19 липня 2020 року місто обласного значення.
Станом на кінець 2015 року — одне з двох міст області (разом з Тернополем), яке має діючі очисні споруди.
З 24 грудня 2019 року центр Чортківської міської громади.
У 2019 році на 40-ка метровій висоті башти Чортківського костелу український воєнний історик та науковець Володимир Добрянський виявив детонатор шрапнельного снаряду, по його траєкторії польоту визначив, що 1-й, 3-й, 4-й і 7-й гарматні полки (64 гармати) під командою отамана Кирила Карася в ході Чортківської офензиви (7—28 червня 1919 року) розташовувалися в лісі на захід від села Шманьківців Чортківського району.
13 квітня 2022 року демонтовано радянський танк та перейменовано вулицю Гагаріна, а 14 квітня відбувся демонтаж пам'ятника невідомому солдату на місці масового поховання радянських воїнів, які загинули під час звільнення Чортківщини від німецько-фашистських загарбників навесні 1944 року.
Під час російського вторгнення великої популярності в Україні та світі набула пісня «Ой, у лузі червона калина». До 500-ліття міста механізм годинника, що міській ратуші був відремонтований і тепер щоп'ятнадцять хвилин тут звучать мелодії дзвонів, а о 12:00 — фрагмент пісні «Ой, у лузі червона калина» (всі звуки можна чути лише з 8:00 до 22.00, щоб усі містяни могли спокійно спати).
11 червня 2022 року, у ході Російського вторгнення в Україну, російські війська вперше здійснили ракетний удар по Чорткову. Як повідомляє голова Тернопільської ОДА Володимир Труш, внаслідок удару постраждали 21 дорослий та 12-річна дитина. Зруйновано частину військового об'єкта, пошкоджено чотири житлові п'ятиповерхівки й також одна зі шкіл. Загиблих немає.
4 вересня 2022 року Чортків відзначив 500 років із моменту отримання статусу містечка.

## Релігія
Чинні
- Церква Успіння Пресвятої Богородиці (ПЦУ) 1584; дерев'яна; реставрована в 1990-х;
- церква Вознесіння Господнього (УГКЦ; 1630; дерев'яна; відновлена 1717; реставрована 1997);
- церква Непорочного Зачаття Пречистої Діви Марії (УГКЦ; 1854; мурована);
- церква Святої Покрови (ПЦУ, 1905–1908; мурована);
- церква Різдва Пресвятої Богородиці (ПЦУ; мурована)[45];
- церква святого рівноапостольного князя Володимира Великого (будується від 1993; ПЦУ);
- церква Преображення Господнього (УГКЦ; 2007; мурована);
- церква святого Архангела Михаїла (УГКЦ, 2008; мурована);
- катедральний собор Верховних апостолів Петра і Павла (Бучацької єпархії УГКЦ, 2001);
- один чоловічий (ЧСВВ) і два жіночих монастирі (Згромадження Сестер Пресвятої Родини і Згромадження Сестер Мироносиць) УГКЦ;
- домініканський костел святого Станіслава (1610; перебудований на початку XX ст.; відновлений 1989 року);
- дві єврейські синагоги — головна (1680-і) й нова (1909; архітектор Ганс Гельдкремер);
- каплички Чудотворної Матері Божої з Люрду (1908)[46] та Матері Божої (2013).

Втрачені

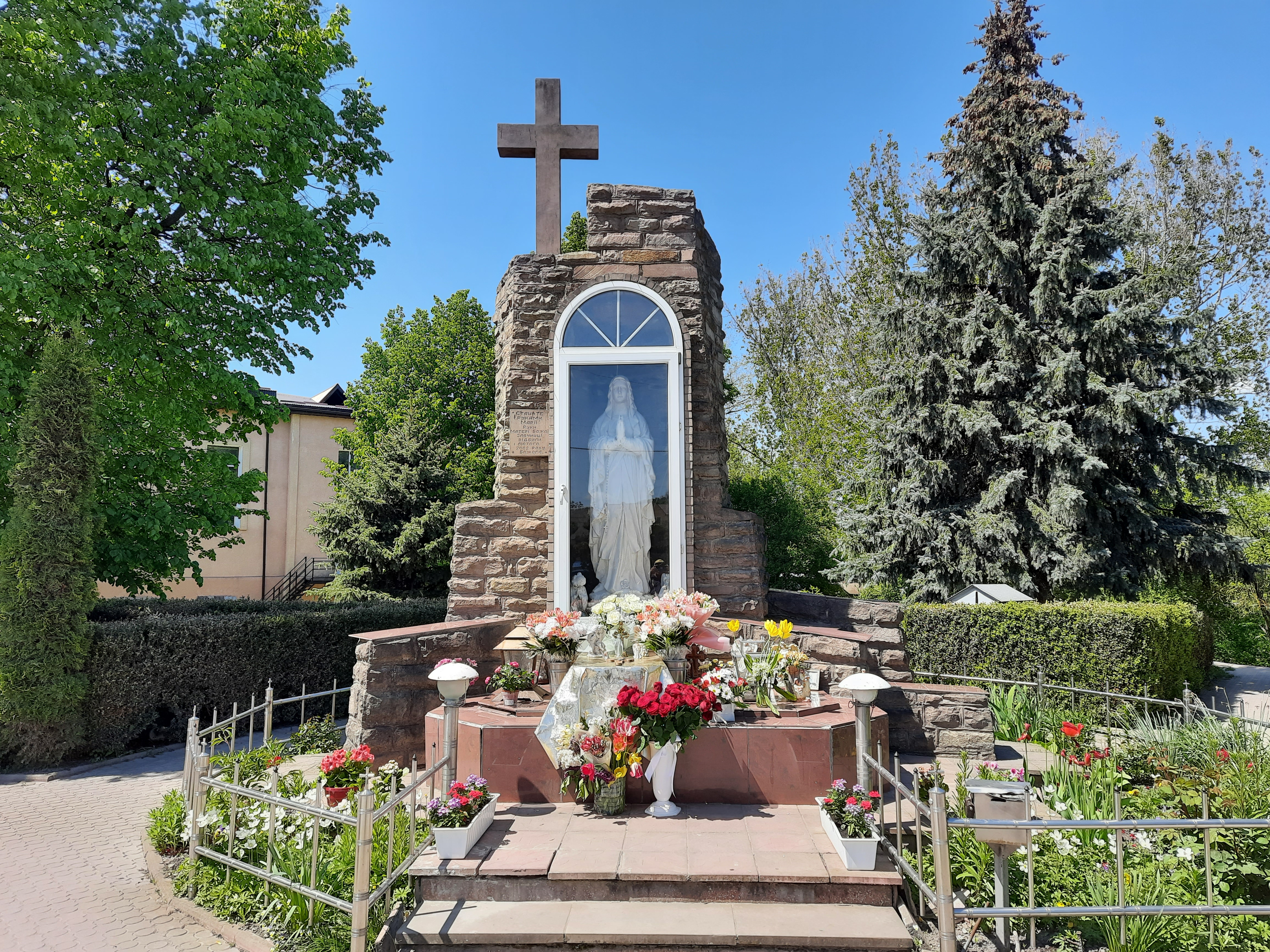
Статуя Божої Матері

- церква святої Тройці (УГКЦ; 1607—?)[47];
- церква святого Миколая Чудотворця (УГКЦ; 1714—1801)[48];
- монастир Василія Великого (УГКЦ; 1607—1792)[47].

## Пам'ятки
- Чортківський замок (XIV ст.; пам'ятка архітектури національного значення),
- Чортківська міська ратуша з годинниковою вежею (1924, ініціатор спорудження — бурґомістр Чорткова Людвіґ Носса),
- Чортківський магістрат (1930).

Є два парки (Парк культури та відпочинку імені Івана Франка, парк Героїв Небесної Сотні) та сквери «Надії та скорботи», «імені Президента Польщі Леха Качинського» (2022); гіпсові печери є у колишньому с. Синяково («Ґном»; довжина 75 м) та в Чорткові — 55 м.
Зростають ботанічні пам'ятки природи місцевого значення: монастирські сосни, сосна Веймутова, шкільний дуб, платани-кучерики, платани ім. З. І. Довголюка та чортківська катальпа.
У Чорткові в урочищі Вавринів є геологічна пам'ятка природи місцевого значення (крутий правий схил уздовж р. Серет від залізничного вокзалу до села Горішня Вигнанка; 20 га) — типовий ландшафт річкової долини р. Серет з відслоненнями потужної (близько 40 м) товщі темно-коричневих, зеленувато-сірих тонковерствуватих аргілітів з окремими прошарками вапняків. Це урочище — місце зростання червонокнижних (ясенець білий) та реґіонально рідкісних видів рослин.

## Пам'ятники
Встановлено:
- пам'ятники
  - хрести на честь скасування панщини,
  - керівникам партизанського загону «Дванадцятка» Степанові Мельничуку та Петрові Шереметі (1953);
  - на 2-х братських могилах воїнів Червоної армії (1953 і 1954);
  - на могилі Героя Радянського Союзу І. Лавриненка (1955);
  - І. Франку (1959);
  - Т. Шевченку (1995, скульптор В. Ропецький);
  - артистці й співачці К. Рубчаковій (1991, скульптор Д. Стецько);
  - єврейському філософові, рабинові Фрідману (1992);
  - актору й режисерові П. Карабіневичу (1993, скульптор Т. Невесела);
  - священникові Г. Хомишину (2002);
  - діячеві ОУН і УПА П. Хамчуку («Бистрому»; 2002);
  - Скорботи і Надії — закатованим у Чортківській тюрмі в липні 1941 р. (2003; скульптор І. Сонсядло);
  - Борцям за волю України (2005, скульптор В. Садовник, архітектор І. Осадчук);
  - депортованим українцям з Польщі (2004, архітектор М. Стухляк);
  - Чорнобильської катастрофи (2007; скульптор Д. Мулярчук);
  - святому Янові (знищений 1946; відновлений у 1990-х роках);
  - розстріляним євреям;
  - Степанові Бандері (2012);
  - домініканським ченцям, яких у 1941 році замордували енкаведисти;
  - Карлу-Емілю Францозу (2017)[52];
  - Якову Гніздовському (2018; скульптори Михайло та Віталій Андріанови[53]);
  - Героям Небесної сотні та українським воякам (2015; художник-монументаліст Ігор Калюжний)[54];
  - Сергію Кульчицькому на Алеї Слави (2019);
  - Олександрові Барвінському на території Чортківського гуманітарно-педагогічний фаховий коледжу імені Олександра Барвінського.
- меморіальні таблиці
  - Борцям за волю України (1924, реставрована 1992, на стіні церкви Покрови Пресвятої Богородиці);
  - художникові Л. Левицькому (1986);
  - письменникові С. Тудору (1987);
  - воякові УПА Г. Ільківу («Пугачу»);
  - урядові ЗУНР та її президентові Петрушевичу Євгену (фасад нової ратуші);
  - присвячена підняттю українського прапора на будівлі Чортківського педагогічного училища (2012; нині коледж) у ніч з 21 на 22 січня 1973 року;
  - юнакам та дівчатам, учасникам визвольних змагань за волю України — жертвам НКВС (фасад храму Непорочного Зачаття Пресвятої Діви Марії).

## Соціальна сфера
Діяв соціально-культурний комплекс «Авіаносець» та кінотеатр[джерело?]
Нині функціонують інформаційно-туристичний центр (2021), відділення зв'язку, екологічно-гуманітарне об'єднання «Зелений світ».

### Освіта
Діють
- Чортківський гуманітарно-педагогічний фаховий коледж імені Олександра Барвінського (1940);
- Чортківський медичний фаховий коледж (1946);
- Чортківська дяківсько-катехична академія імені священномученика Григорія Хомишина (1992);
- Чортківський навчально-науковий інститут підприємництва і бізнесу Західноукраїнського національного університету (1995),
- Чортківський фаховий коледж економіки та підприємництва ЗУНУ;
- Чортківська міська дитячо-юнацька спортивна школа (1968);
- Чортківська міська музична школа (1939);
- Чортківський ліцей № 1 імені Маркіяна Шашкевича (1911; відновлений 1992);
- Чортківська гімназія № 2;
- Чортківська гімназія № 3 імені Романа Ільяшенка;
- Чортківський ліцей № 5;
- Чортківська гімназія № 6;
- Чортківський ліцей № 7.

Ліквідовані
- Чортківський державний ліцей та гімназія імені Юліуша Словацького (1907—1944);
- Чортківський міський центр науково-технічної творчості і дозвілля учнівської молоді (1970—2021)[56].

### Культура
- Центр культурних послуг міста Чортків імені Катерини Рубчакової (1912);
- самодіяльна капела бандуристів «Мрія»;
- Музейна резиденція Чорткова (1976);
- громадський музей більшовицького терору, політв'язнів і репресованих;
- чотири бібліотеки (одна з них — публічна);
- функціонують духовий оркестр, ансамблі «Чайка», «Яворина», «Яблунька», народний аматорський хор «Галичина» (керівник Іван Кікіс), дитячий театр танцю «Джерельце», ансамбль танцю «Галицькі візерунки», культурно-просвітницький центр «Лемківська світлиця» (1996).

### Медицина
Діючі:
- Чортківська центральна міська лікарня;
- Чортківська міська стоматологічна поліклініка;
- Чортківський центр первинної медико-санітарної допомоги;
- дві амбулаторії загальної практики та сімейної медицини;
- лабораторія Держсанепідслужби.

### Господарство
Після другої світової війни у Чорткові запрацювали електростанція, кондитерська фабрика, ливарний завод, цегельня, швейна фабрика і промкомбінат; відкрито міську лікарню та поліклініку, згодом почали діяти залізнична поліклініка, пологовий будинок, дитяча лікарня, протитуберкульозний диспансер, дві аптеки, дитячі ясла й садок, дві початкові, одна семирічна і три середні школи, автошкола; відновили роботу Будинок культури, міська бібліотека, педагогічна, музична, меліоративна й зооветеринарна школи; сюди переїхав Охтирський робітничо-селянський пересувний театр, який об'єднався з місцевим; на сцені виступали відомі актори А. Бучма та Б. Антків.
У 1950-х роках вступили в дію маслозавод, заготзерно (нині комбінат хлібопродуктів), майстерня з ремонту тракторів, на базі якої у 1960 році створено об'єднання «Райсільгосптехніка». 1962 року збудовано триповерхову лікарню, в якій діє з 1994 року богослужбова каплиця Великомученика Пантелеймона Цілителя (УГКЦ); 1966 року став до ладу м'ясокомбінат, згодом — ремонтно-механічний завод, ветлікарня, гідрометеостанція; 1975 року — перо-пухова фабрика, через два роки — цукровий завод.
Станом на зараз у місті працюють ПП «Чортківмолоко», ТОВ «Гольські світ компані», ДП «Чортківське лісове господарство», ТОВ «Білербек Україна перо-пухова фабрика», ТОВ «СЕ Борднетце-Україна».

### Спорт
За Польщі у місті базувалися футбольні команди: українська — УСТ «Чайка», польські «КОР» («Korpus Ochrony Pograniczny»), «Strzelec». У 1938 році на запрошення УСТ «Чайка» до міста завітали футболісти УСТ «Україна» зі Львова, які перемогли «Чайку» та наступного дня КОР з рахунками 6:1 та 5:0 відповідно.
10 червня 1945 року в місті відбувся перший повоєнний матч на Тернопіллі: місцеве «Динамо» поступилося збірній Теребовлянського району 2:3.
Нині у місті функціонує футбольно-легкоатлетичний стадіон «Харчовик», на якому матчі Вищої ліги Тернопільської області з футболу проводить ФСК «Кристал» (Чортків). Також у місті функціонує Чортківська міська дитячо-юнацька спортивна школа та спортивний комплекс «Економіст» (збудований у 2011 році на базі Чортківського навчально-наукового інституту підприємництва і бізнесу).

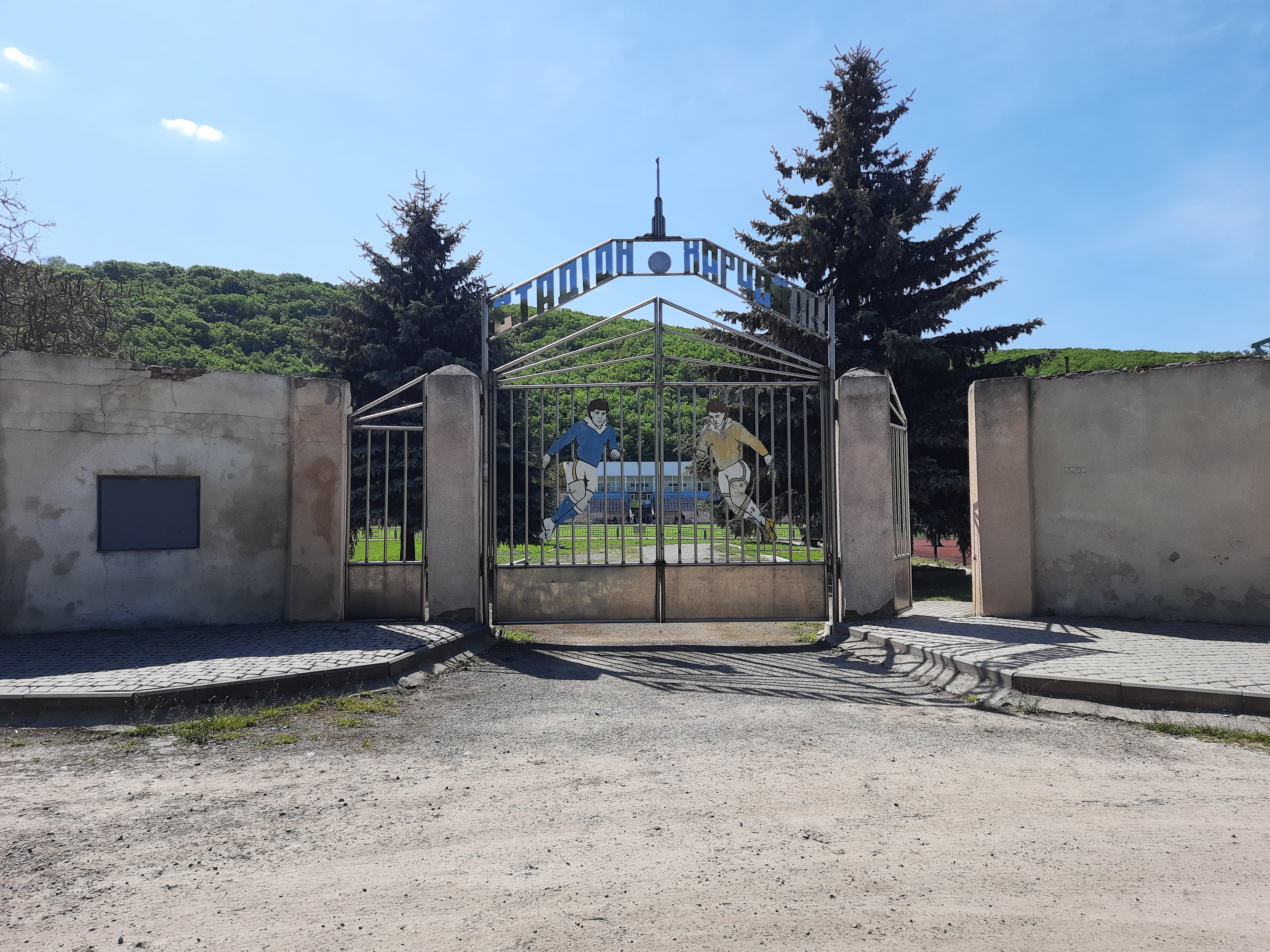
Стадіон «Харчовик»

### Залізниця
1 квітня 1949 року почало курсувати «вантажне таксі» з Бучача до Чорткова двічі на добу: виїзд з Бучача — о 9:00 та 17:00, прибуття — відповідно о 12:00 та 20:00, могли водночас поміститись 16 пасажирів. Тоді ж запрацювало «вантажне таксі» Чортків — Бучач — Монастириська.
Через залізничну станцію Чортків прямує єдиний щоденний потяг далекого сполучення №57 Київ — Ворохта.

## Населення

### Історичні відомості
- 1931 — 19 000 осіб, у тому числі 22,8 % українців (греко-католиків), 46,4 % поляків (римо-католиків), 30,0 % євреїв.
- 1959 — 60 % українців, 25 % росіян, 3 % поляків, 2 % євреїв.
- 2001 — 28 855 осіб[60].
- 2020 — 28 414 осіб.
- 2022 — 28 279 осіб[1].
- 2024 — близько 28 000 осіб[61].

### Національний склад
Розподіл населення за національністю за даними перепису 2001 року:
| Національність  | Відсоток |
| --------------- | -------- |
| українці        | 95,48%   |
| росіяни         | 3,57%    |
| поляки          | 0,43%    |
| білоруси        | 0,16%    |
| інші/не вказали | 0,36%    |

### Мова
Розподіл населення за рідною мовою за даними перепису 2001 року:
| Мова            | Кількість | Відсоток |
| --------------- | --------- | -------- |
| українська      | 27773     | 96.25%   |
| російська       | 999       | 3.46%    |
| польська        | 26        | 0.09%    |
| білоруська      | 13        | 0.04%    |
| румунська       | 8         | 0.03%    |
| вірменська      | 2         | 0.01%    |
| інші/не вказали | 34        | 0.12%    |
| Усього          | 28855     | 100%     |

#### Мовні особливості
Місто розташоване на території наддністрянського (опільського) говору. До «Наддністрянського реґіонального словника» внесено такі слова та фразеологізми, вживані у Чорткові:
- босаки — босоніжки;
- бурти — сукняне взуття;
- жидик — птах, який перед дощем квилить;
- закоп'янки — вид чобіт;
- карніші — карнизи;
- кобрак — тепла безрукавка;
- марок — прилад для проведення рядків на полі;
- нанашка — хресна мама;
- палюшки — галушки з тертої картоплі і борошна;
- райтики — штани-галіфе;
- сволок — брус, що підтримує стелю;
- тирба — суп з кукурудзяного борошна;
- шмір — мазута;
- ябчанка, ябчєнка — суп з яблук;
- ягодянка — суп із ягід.

## Засоби масової інформації
Інтернет-видання
- Чортків.City — міське інтернет-видання, засноване у жовтні 2018 року редакцією газети «Голос народу» та Агенцією розвитку локальних медіа «Або»[65].

Друковані періодичні видання
  - Голос народу (1939) — щотижнева газета міста та району.

Колишня радіостанція
- Говорить Чортків — районна комунальна радіостанція, засновником якої була Чортківська районна рада. Транслювала інформаційні, культурологічні, просвітницькі, розважальні програми та передачі для дітей[66].

Колишні періодичні видання
- Крафт — газета, що виходила у 1919 року. Редактор — З. Гельман[67].
- Чортківська думка — тижневик, який видавався у Львові у часи німецької окупації.
- Чортківський Вісник — щотижнева газета. У 2018 році припинила своє існування.

10 жовтня 1902 року на кошти місцевих польських ремісників видано перше число газети «Звязда» польською мовою; 5 червня 1909 року єврейські купці почали видавати газету «Швабле».
У березні 1936 року видано польською мовою перше число двотижневика «Голос Подоля». Цього ж року вийшов щомісячний ілюстрований журнал «Зніч Подоля» (видавець — місцевий відділ туристично-краєзнавчого товариства).
Під час німецької окупації в місті видавали українську газету «Тризуб» (редактор Б. Будник).
Із червня 1944 року до жовтня 1946 року в Чорткові видавали обласну газету «Вільне життя».

## Відомі люди
Народилися
- Юрій Антків (1944—2014) — концертмейстер, педагог;
- Андрій Багрій (нар. 1968) — тренер (пауерліфтинг);
- Тамара Багрій (нар. 1974) — спортсменка (пауерліфтинг);
- Роман Баранник (нар. 1927) — живописець;
- Володимир Баришев (нар. 1941) — спортсмен (вільна боротьба);
- Тарас Безуб'як — футбольний арбітр[68];
- Володимир Білинський (1919—1996) — лікар, громадський діяч, письменник (Канада);
- Саша Блондер (1909—1949) — живописець, графік;
- Любомир Боднарук (нар. 1938) — дириґент, хормейстер;
- Лідія-Ярослава Бульба (1921 — р. см. невід.) — піаністка, педагог;
- Іванна Вітошинська (1910—1990) — педагог, громадська діячка;
- Ар'є Вольф (1911 — р. см. невід.) — літературознавець;
- Ольга Гаврилишин (нар. 1943) — економіст, статистик;
- Юрій Гербій — (нар. 1965) — лікар-отоларинголог;
- Павло Горбенко (нар. 1949) — вчений у галузі медицини;
- Володимир Гощинський (нар. 1950) — вчений у галузі медицини;
- Лев Грицак (нар. 1952) — лікар, господарник, громадський діяч;
- Роман Ґорошкевич (Войнич) (1892 — р. см. невід.) — публіцист, краєзнавець (Польща);
- Тереза Дароха-Клехта (1939—2008) — польська художниця, сценограф;
- Ярослава Декалюк (нар. 1956) — співачка, режисер, педагог;
- Світлана Декар (нар. 1964) — оперна і концертно-камерна співачка (лірико-драматичне сопрано);
- Іван Деркач (1921—1998) — мистецтвознавець, журналіст, літератор, перекладач, редактор;
- Юлія Дзьобик (нар. 1995) — журналістка, поетка.
- Марія Дитиняк (нар. 1932) — дириґент, піаніст, педагог;
- Володимир Дідич (1913—1978) — священник, учасник національно-визвольних змагань;
- Роман Дражньовський (1922—2006) — географ, картограф;
- Оксана Дяків (нар. 1969) — журналіст, редактор, літератор, педагог;
- Антоніна Дякова (1890—1962) — актриса;
- Володимир Заболотний (нар. 1960) — співак, релігійний діяч;
- Андрій Зазуляк (нар. 1973) — підприємець, громадський діяч;
- Юрко Зелений (нар. 1971) — музикознавець, публіцист, громадський діяч;
- Роман Ільяшенко (1991—2014) — учасник війни на сході України (АТО);
- Олександр Каденюк (нар. 1957) — вчений, історик, педагог;

Калюжна Анастасія Сергіївна-видатний лікар-дерматовенеролог.
- Тарас Капуста (нар. 1969) — фінансист, економіст, громадський діяч;
- Василь Коссак (1886—1932) — співак (тенор), актор і режисер;
- Марія Костів-Коссаківна (1876 — бл. 1930) — артистка, співачка (ліричне сопрано);
- Мар'ян Крвавич (1928—1983) — польський історик, військовик;
- Наталія Кузь (нар. 1957) — підприємець, громадська діячка, меценат;
- Кулик Роман Романович (1972—2024) — солдат Збройних сил України, учасник російсько-української війни.
- Емілія Кунавіч (1905—1989) — польська письменниця;
- Орест Лижечка (нар. 1958) — фотохудожник, фотокореспондент;
- Борис Маланюк (нар. 1964) — артист естради, діяч культури;
- Володимир Маланюк (нар. 1949) — господарник, громадський діяч, літератор;
- Олександр Малицький (1926—2011) — вчений-літературознавець, бібліограф, дослідник побуту й етнографії;
- Остап Маньовський (1892—1958) — педагог;
- Олег Марчак — фотохудожник[69];
- Махневич Назар Ярославович (1993—2022) — український військовослужбовець, сержант Збройних сил України, учасник російсько-української війни.
- Василь Махно (нар. 1964) — поет, перекладач, літературознавець;
- Ігор Махно (нар. 1959) — військовий журналіст;
- Олег Махно (нар. 1955) — військовий журналіст;
- Володимир Мельник (нар. 1938) — скульптор;
- Борис Мірус (1928—2021) — народний артист України;
- Віктор Нагайчук (нар. 1946) — державний діяч, редактор;
- Володимир Нарозя (нар. 1961) — педагог, музикант, громадський діяч;
- Ірина-Романа Носик (1920-ті рр.) — художниця;
- Пандрак Сергій Богданович (нар. 1962) — український політик; учасник російсько-української війни. Призер Ігор нескорених-2020.
- Петро Пахарук (нар. 1956) — економіст, науковець, фінансист;
- Омелян Пацлавський (1891—1959) — правник, громадський діяч;
- Володимир Петрашик (нар. 1985) — український арткритик, історик мистецтва, мистецтвознавець, музеєзнавець, кандидат мистецтвознавства, доцент;
- Станіслав Петров (нар. 1947) — фахівець у галузі плазми, доктор технічних наук;
- Ольга Підвисоцька (1898—1937) — учасниця національно=визвольних змагань;
- Іванна Пойдинець (1913 — р. см. невід.) — культурноосвітня і громадська діячка;
- Анна-Олександра Процик (нар. 1937) — вчений у галузі філософії, історії;
- Зигмунд Радницький (1894—1969) — польський живописець;
- Роксолана Росляк (нар. 1940) — оперна та камерно-концертна співачка (сопрано);
- Ярослава Рубчаківна (1900—1960) — актриса;
- Катерина Рубчакова (1881—1919) — драматична актриса, співачка (сопрано);
- Олег Собків (нар. 1952) — військовик, полковник;
- Леонід Соневицький (1922—1966) — вчений у галузі історії, педагог, громадський діяч;
- Іван-Ярослав Сос (нар. 1929) — інженер у галузі електроніки, громадський діяч;
- Олександр Степаненко (нар. 1959) — лікар, громадський діяч;
- Олександр Степанюк (нар. 1960) — військовий лікар, полковник медичної служби;
- Олексій Стефанчук — лікар ортопед-травматолог вищої категорії, заслужений лікар України[70];
- Богдан Тарнавський (1924—1994) — педагог, редактор, громадський діяч;
- Альфред Травінський (1888—1968) — польський ветеринар, бактеріолог, професор, викладач Львівської академії ветеринарної медицини, посол до сейму Польської народної республіки І каденції;
- Ігор Уруський (нар. 1965) — композитор, педагог, громадський діяч;
- Олег Уруський (нар. 1963) — вчений у космічній галузі, громадський діяч;
- Володимир Федак (1914—1943) — діяч ОУН;
- Карл-Еміль Францоз (1848—1904) — австрійський письменник, літературознавець, перекладач[71];
- Юрій Черненко (нар. 1977) — актор Тернопільського обласного українського драматичного театру імені Т. Г. Шевченка[72];
- Іван Чорняк (1899—1980) — релігійний діяч, доктор богослов'я;
- Яромир Чорпіта (нар. 1944) — історик, краєзнавець, педагог, заслужений працівник культури України (2006);
- Віктор Шепета (нар. 1984) — громадсько-політичний діяч;
- Катерина Шимків (нар. 1992) — співачка[73].
- Адам Шувар (нар. 1933) — культурно-освітній діяч, заслужений працівник культури України (1990);
- Лєслав Юревич (нар. 1929) — польський юрист, публіцист;
- Олена Юрчинська (1921—1993) — учасниця національно-визвольних змагань;
- Ольга Юхим — українська журналістка, редакторка та фотохудожниця.
- Єжи Яніцький (1928—2007) — польський письменник, сценарист, журналіст;

Пов'язані з Чортковом
- Іван Адушкін — Герой Радянського Союзу, працював в чортківському автотресті у 1945—1953 роках;
- Іван Атаманюк — український педагог, у 1939—1944 роках викладав іноземні мови у чортківській школі та гімназії;
- Іван Боднар — педагог, управитель місцевої Української гімназії, директор «Українбанку» в Тернополі, діяч НТШ[74];
- Ігор Буркут — науковець, педагог, журналіст, політолог, громадський діяч провів у Чорткові свої дитячі і юнацькі роки;
- Ярослав Воєвідка — доктор права, командир І-го артполку Української Галицької Армії;
- Юрій Гільбух — український науковець, доктор психологічних наук;
- Яків Гніздовський — український художник, графік, закінчив Чортківську гімназію[75];
- Олексій Гуньовський — греко-католицький священник, композитор, громадський діяч, просвітник, політв'язень, очільник Чортківської повітової національної ради ЗУНР.
- Антін Горбачевський — адвокат, громадсько-політичний діяч;
- Богдан Дерев'янко — заслужений артист України[76];
- Панас Карабіневич — діяч театру,
- Володимир Кобилянський — український поет;
- Василь Колодій — український поет;
- Леопольд Левицький — український художник;
- Іван Легкий — заслужений артист України[77];
- Осип Маковей — український письменник;
- Юхим Макотерський — український краєзнавець, громадський діяч, депутат міської ради[78];
- Ігор Мельничук — заслужений художник України[79], у 1983—1984 роках навчався в ізостудії при чортківському палаці піонерів;
- Володимир Погорецький — український письменник;
- Степан Тудор — письменник, літературознавець;
- Давид Моше Фрідман (1827—1904) — великий рабин Чорткова, засновник хасидської династії рабинів, похований на старому єврейському цвинтарі. Його могила, з відновленим у наші дні надгробком, знаходиться на старому єврейському цвинтарі, в яблуневому саду біля лікарні[80][81];
- Дарія Цвєк — українська кулінарка, студентська подруга Ірини Вільде.

## У літературі
Виходить літературно-мистецький, культурологічний журнал «Золота пектораль» (редактор, письменник Володимир Погорецький).
Яромир Чорпіта видав історико-краєзнавчі нариси: «Чортків» (1993, 2012), туристичний путівник «Чортків-Chortkiv» (2003). Також випущені книги «Чортківщина. Історико-туристичний путівник» (2007, автор-упорядник В. Погорецький), «Чортківщина (1918–1939)» (2005); історично-мемуарний збірник у діаспорі «Чортківська округа» (1974) та ін.;
Ярослав Дзісяк  — видав книжку «Нариси військової історії Чортківщини 1914–1920 рр.»; Богдан Савка — «Останні на полі слави: з історії національно-визвольної боротьби кінця 40-х—початку 50-х рр. на терені Чортківської округи ОУН» (2009 р.).
Письменник, журналіст, педагог, редактор, краєзнавець Петро Федоришин видав три томи історії Чорткова: «Світло і тіні чортківських замків» (2019), «Таємниці скарбів Садовських», (2021), «У круговерті часу» (2022).

## Міста-побратими
- Добродзень, Опольське воєводство, Польща, угоду підписано 26 червня 2004 року[82]
- Лежайськ, Підкарпатське воєводство, Польща, угоду підписано 22 квітня 2005 року[82]
- Завадзьке, Опольське воєводство, Польща, угоду підписано 12 червня 2005 року[82]
- Корчина (гміна), Підкарпатське воєводство, Польща, угоду підписано у травні 2007 року[82]
- Гола Пристань, Херсонська область, Україна, угоду підписано 29 вересня 2018 року[82]
- Тетіїв, Київська область, Україна, угоду підписано 12 травня 2019 року[82]
- Тростянець, Сумська область, Україна, угоду підписано 5 листопада 2021 року[82]
- Талсі, Талсинський край, Латвія, угоду підписано 9 серпня 2022 року[82]
- Первомайський, Харківська область, Україна, угоду підписано 4 вересня 2022 року[82]
- Безьє, Окситанія, Франція, угоду підписано 4 вересня 2022 року[82]
- Гросуплє, Осреднєсловенський регіон, Словенія, угоду підписано 24 жовтня 2022 року[82]
- Каушани, Каушанський район, Молдова, угоду підписано 23 лютого 2023 року[82]
- Карлскруна, лен Блекінге, Швеція, угоду підписано 5 травня 2023 року[82]
- Бад-Зоден-Зальмюнстер, Гессен, Німеччина, угоду підписано 16 червня 2023 року[82]
- Жовква, Львівська область, Україна, угоду підписано 4 вересня 2023 року[82]
- Вайтгорс, Юкон, Канада, угоду підписано 11 жовтня 2023 року[82]
- Айка, Веспрем, Угорщина, угода підписано 19 серпня 2024 року[82]
- Миргород, Полтавська область, Україна, угоду підписано 4 вересня 2024 року[82]
- Караваджо, Італія, угоду підписано 23 вересня 2024 року[83]
- Снігурівка, Миколаївська область, Україна, угоду підписано 21 березня 2025 року[84]